# Eric Häggqvist
Karl Eric Anton Häggqvist, född 9 december 1911 i Vikingstad, Östergötlands län, död 4 mars 1952 i Linköping, var en svensk målare.
Han var son till mekanikern Anton Häggqvist och Astrid Karlsson och gift 1939–1946 med Inga Winsberg. Han var bror till konstnären Olof Häggqvist. Han växte upp i Malmslätt och från 1921 var han tidvis borta på utlandsresor som sträckte sig till flera utomeuropeiska länder, dessa resor kom senare att få betydelse för hans konst. Han var frivillig i det finska vinterkriget 1939–1940 och från 1947 var han bosatt i Frankrike lika mycket som i Sverige.
Han debuterade i en utställning på Nystedts konstsalong i Linköping 1948 som samtidigt blev hans genombrott som konstnär i Sverige. Tillsammans med fyra generationskamrater ställde han ut på Norrköpings konstmuseum 1950. En minnesutställning visades på Norrköpings konstmuseum 1953 och en ny minneskollektion visades på Nystedts konstsalong i Linköping 1955. Häggqvist är representerad vid Linköpings museum, Norrköpings konstmuseum och i Musée des Beaux-Arts i Pau, Frankrike.